# Пику-да-Эшперанса
Эшперанса (Пику-да-Эшперанса, порт. Pico da Esperança, буквально — «Пик Надежды») — гора вулканического происхождения на Азорских островах.
Высота над уровнем моря — 1073 м, это высшая точка острова Сан-Жоржи. Пику-да-Эшперанса расположен на территории муниципалитета Велаш. На склонах Эшперанса расположено поселение Толеду, считающееся самым высокогорным на архипелаге (600 м).
Восхождение на пик не требует особых навыков, а поскольку Сан-Жоржи находится в самом центре Азор, то с вершины в  ясную погоду можно увидеть не только другие горы Сан-Жоржи, но также соседние острова Фаял, Пику, Терсейра и  Грасиоза. Это привлекает любителей пешего туризма.
Вдоль горного хребта в рамках сети охраняемых территорий Азорских островов  создан природный парк Сан-Жоржи, где произрастают многие эндемичные растения.

## События
11 декабря 1999 года в 9:20 утра Рейс 530M авиакомпании SATA Air Açores, следовавший из Понта-Делгада на остров Флориш потерпел крушение, столкнувшись с пиком Эшперанса, в результате которого погибли все пассажиры и члены экипажа (всего 35 человек).

## Галерея

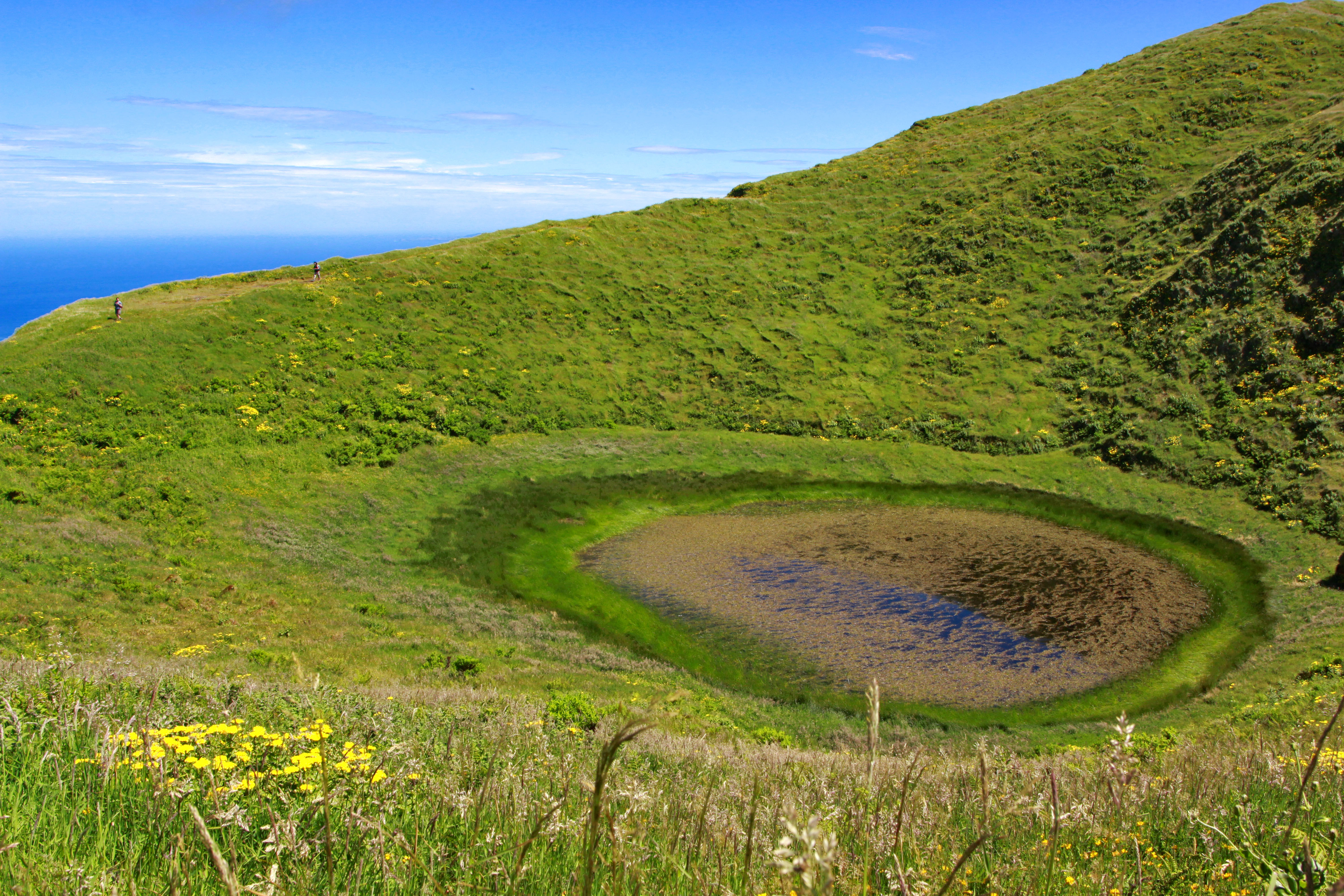
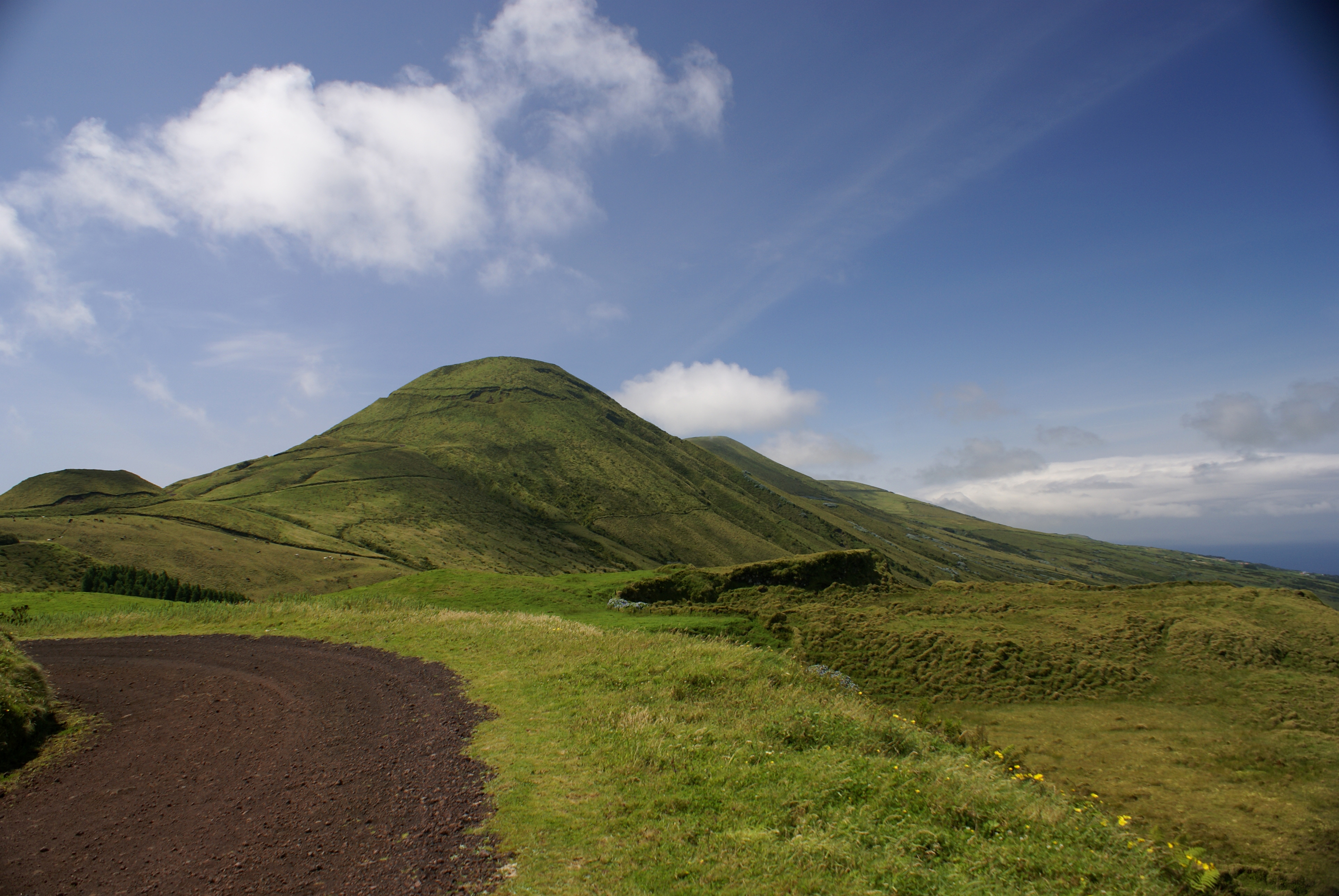
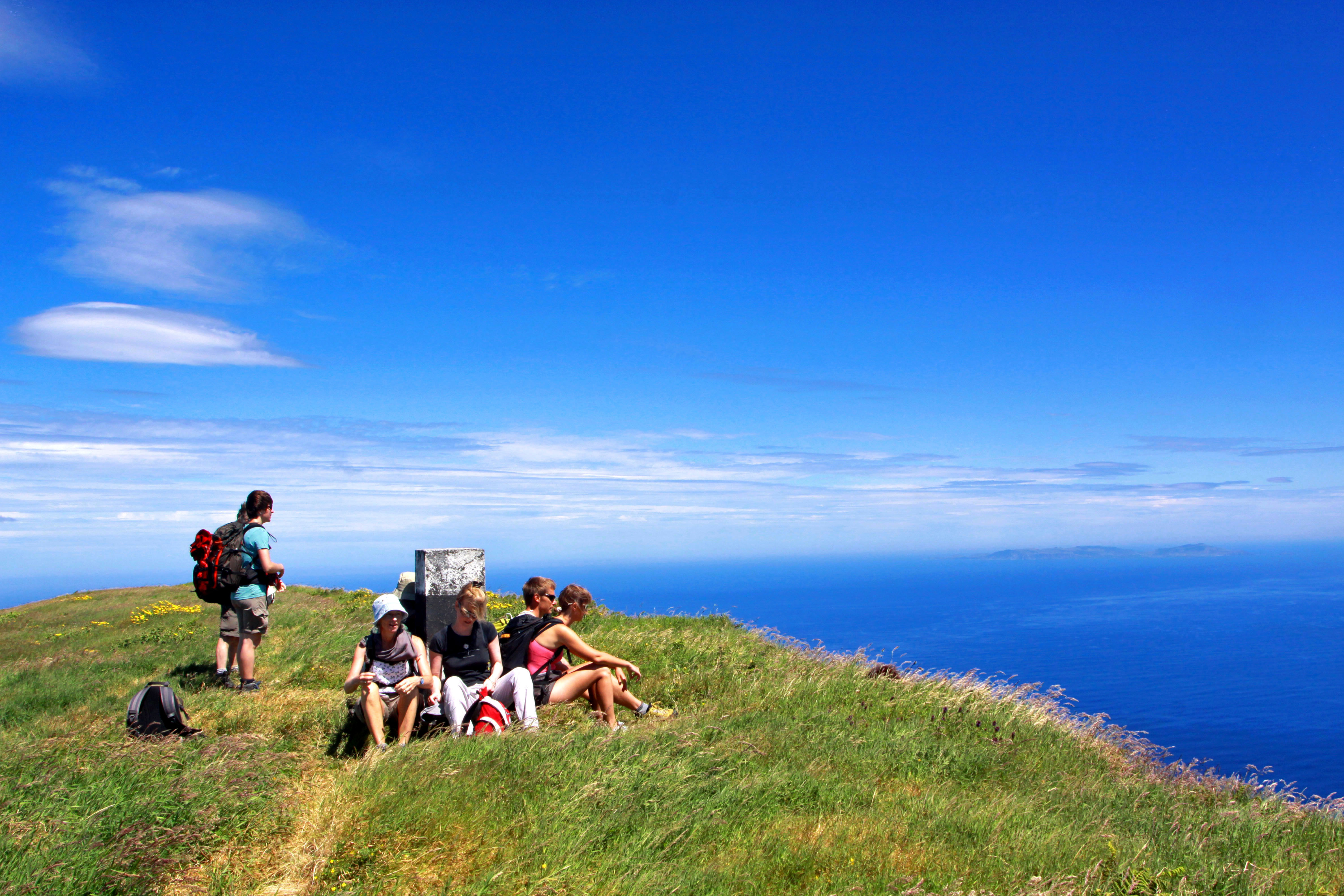
Туристы на вершине
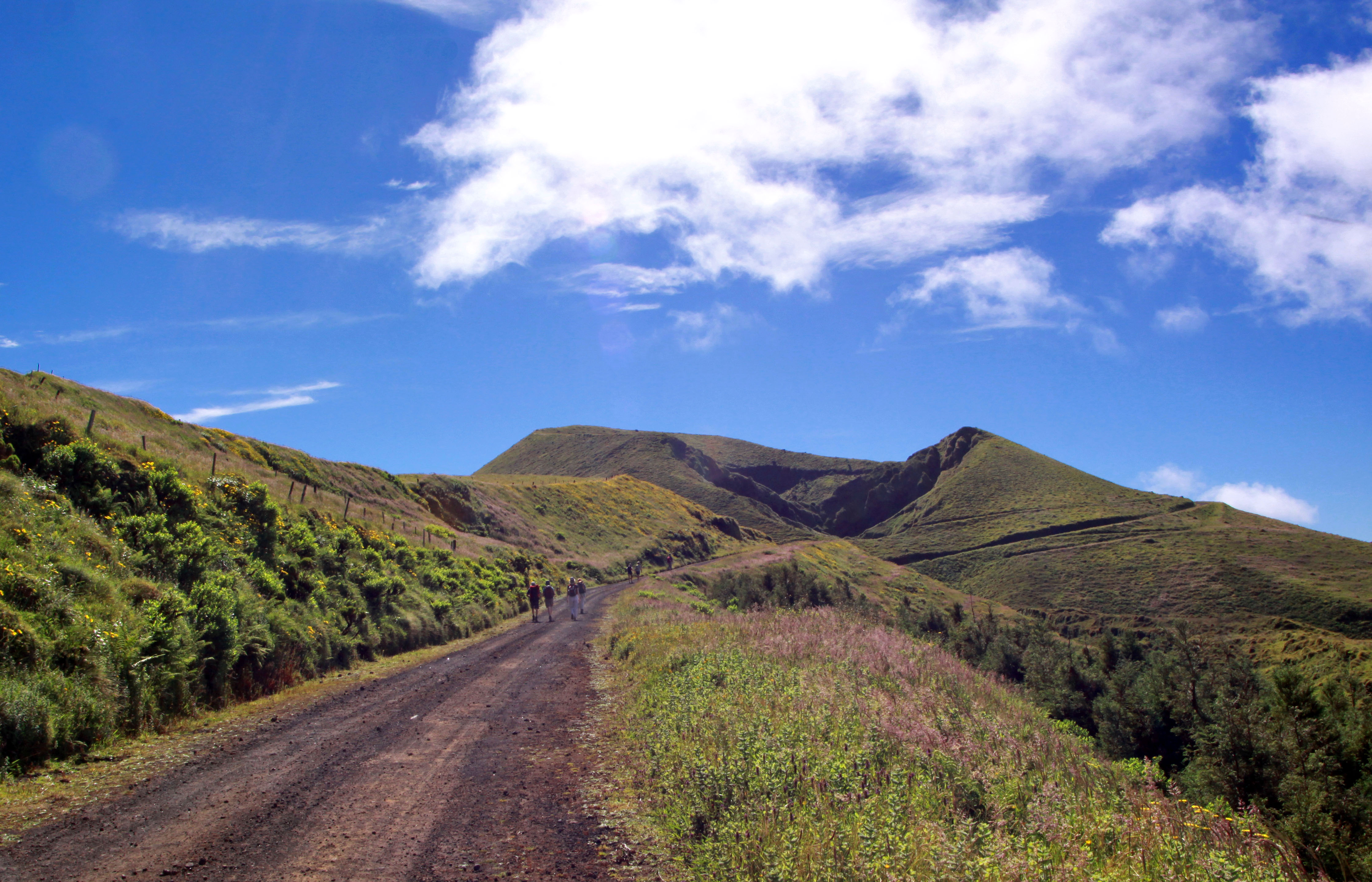
Путь к вершине